# Aksaj (obwód rostowski)
Aksaj (ros. Аксай) — miasto (od 1957 roku) w Rosji, administracyjne centrum Aksajskiego rejonu obwodu rostowskiego.
Miasto jest rozmieszczone na południo-wschodzie rosyjskiej równiny, w południowo-zachodniej części obwodu rostowskiego, na stromym prawem brzegu zakola rzeczki Don,  18 km na północny wschód od Rostowa nad Donem.
W mieście działa stacja kolejowa Północno-Kaukaskiej kolei.